# Basílica de São Martinho de Tours

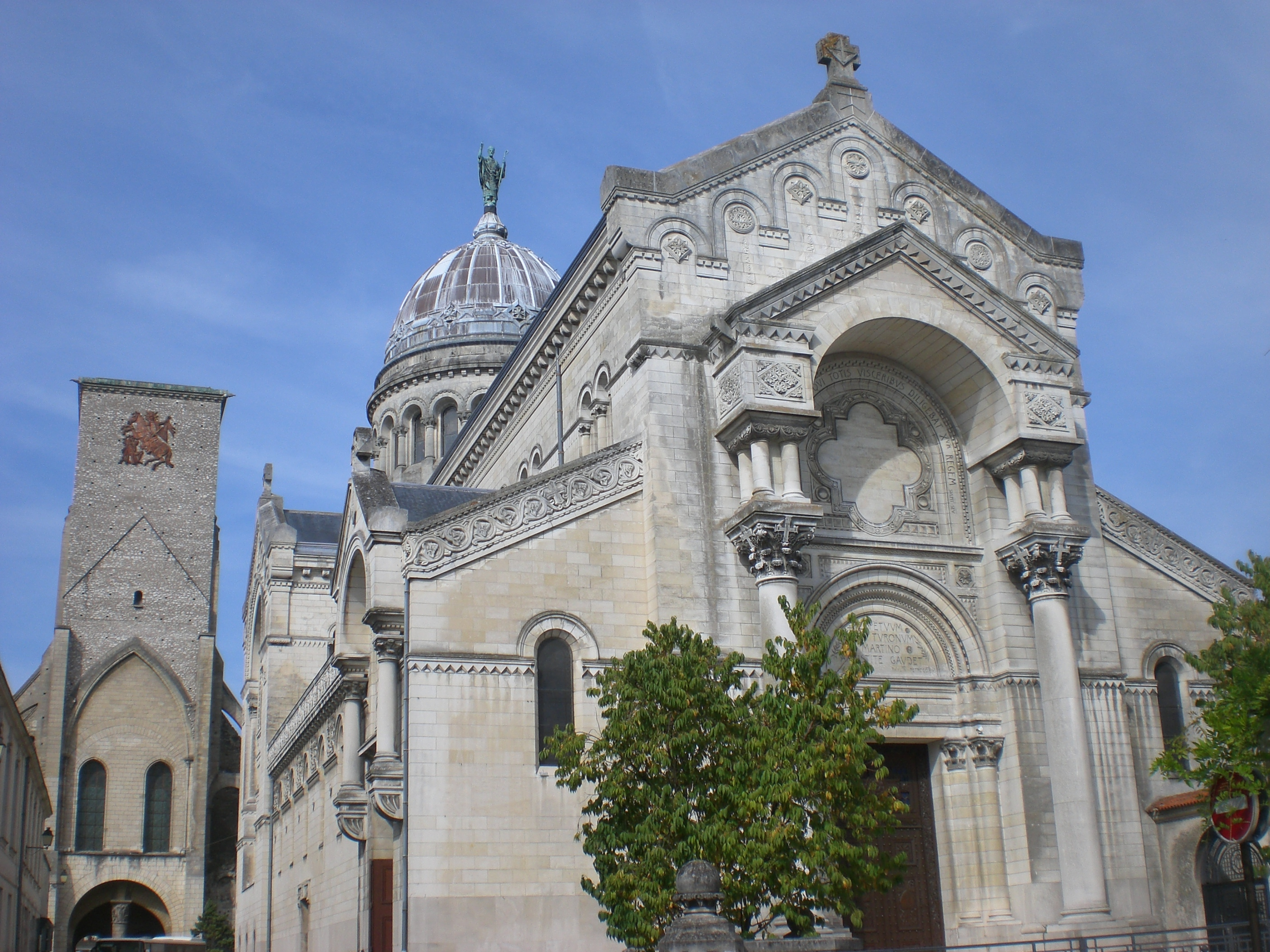
A nova Basílica

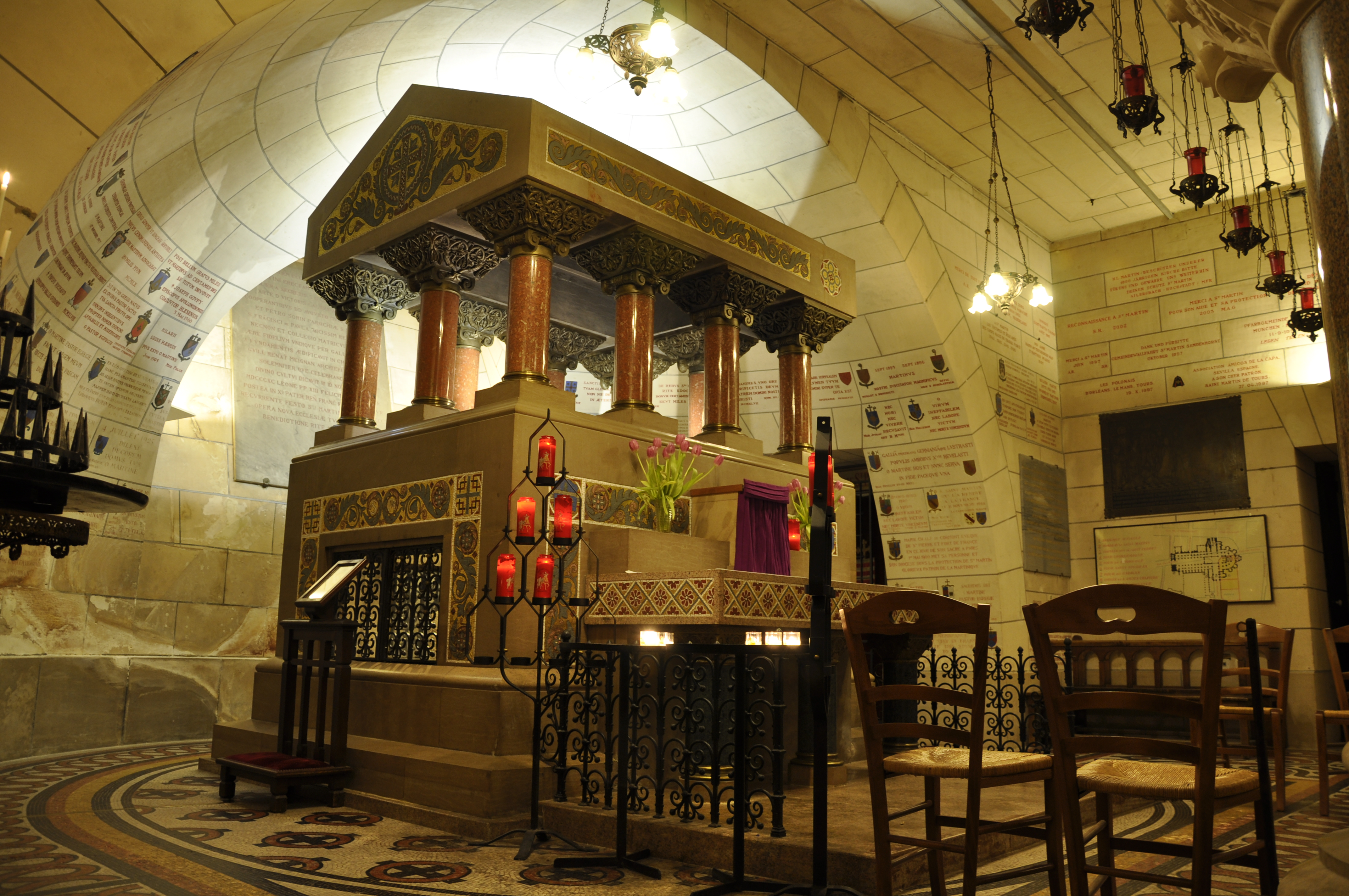
Túmulo de São Martinho

A Basílica de São Martinho é uma igreja católica do tipo basílica, dedicada a São Martinho de Tours, construída sobre o seu túmulo. Está localizada em Tours, na França.
A primeira basílica foi estabelecida no local no século V (consagrada em 471), sobre uma antiga capela. Inicialmente era servida por uma comunidade de monges sob um abade, o Abade de São Martinho, que entre 796 e 804 foi Alcuíno, conselheiro de Carlos Magno. Pouco antes disso, o estabelecimento monástico foi convertido em uma igreja colegiada mantida por uma comunidade de cônegos, mas o título de abade permaneceu.
A basílica medieval foi completamente demolida durante a Revolução Francesa. A atual igreja foi construída entre 1886 e 1924 pelo arquiteto francês Victor-Alexandre-Frédéric Laloux em estilo neobizantino, sobre parte do terreno da basílica original, que foi readquirido pela Igreja. Foi consagrada em 4 de julho de 1925.

## Basílica medieval
A abadia que se desenvolveu ao redor do túmulo de São Martinho em Tours tornou-se um dos estabelecimentos mais proeminentes e influentes da França medieval. Carlos Magno concedeu o cargo de abade a seu amigo e conselheiro Alcuíno. Na época, o abade podia viajar entre Tours e a corte em Tréveris, na Alemanha, hospedando-se sempre em propriedades suas. Foi em Tours que o scriptorium de Alcuíno desenvolveu a minúscula carolíngia, escrita clara e arredondada que tornou os manuscritos muito mais legíveis.
Com o passar do tempo, a abadia foi destruída por incêndios em várias ocasiões e saqueada pelos vikings normandos em 853 e 903. Queimou novamente em 994 e foi reconstruída por Hervé de Buzançais, tesoureiro de São Martinho, em um esforço que levou 20 anos. Ampliada para receber multidões de peregrinos e atraí-los, o túmulo de São Martinho tornou-se um importante ponto de parada nas peregrinações. Em 1453, os restos mortais de São Martinho foram transferidos para um novo relicário magnífico doado por Carlos VII de França e Agnès Sorel.
Durante as Guerras Religiosas na França, a basílica foi saqueada pelos huguenotes em 1562. Foi desativada durante a Revolução Francesa. Foi dessacralizada, transformada em estábulo e depois totalmente demolida. Suas pedras talhadas foram vendidas em 1802, após a construção de duas ruas sobre o local, para impedir a reconstrução da abadia.

## Basílica atual
Em 1860, escavações realizadas por Leo Dupont (1797–1876) estabeleceram as dimensões da antiga abadia e recuperaram fragmentos arquitetônicos. O túmulo de São Martinho foi redescoberto em 14 de dezembro de 1860, o que impulsionou o renascimento da devoção popular a São Martinho no século XIX.
Após a radical Comuna de Paris de 1871, houve um ressurgimento da piedade católica conservadora, e a Igreja decidiu construir uma basílica dedicada a São Martinho. O arquiteto escolhido foi Victor Laloux, que rejeitou o gótico em favor de uma mistura de românico e bizantino, às vezes definida como neobizantina. A nova Basílica de São Martinho foi erguida em parte do terreno original, adquirido de seus então proprietários. Iniciada em 1886, a igreja foi consagrada em 4 de julho de 1925.